# Gargallo (Teruel)
Gargallo is een gemeente in de Spaanse provincie Teruel in de regio Aragón met een oppervlakte van 30,08 km². Gargallo telt 102 inwoners (1 januari 2016).

## Demografische ontwikkeling
Bron: INE, 1857-2011: volkstellingen